# Anii 1040
Secole: Secolul al X-lea - Secolul al XI-lea - Secolul al XII-lea
Decenii: Anii 990 Anii 1000 Anii 1010 Anii 1020 Anii 1030 - Anii 1040 - Anii 1050 Anii 1060 Anii 1070 Anii 1080 Anii 1090
Ani: 1040 1041 1042 1043 1044 1045 1046 1047 1048 1049